# Dendrobium assamicum
Dendrobium assamicum là một loài thực vật có hoa trong họ Lan. Loài này được S.Chowdhury mô tả khoa học đầu tiên năm 1988.